# Liste der Kulturdenkmale in Dagebüll
In der Liste der Kulturdenkmale in Dagebüll sind alle Kulturdenkmale der schleswig-holsteinischen Gemeinde Dagebüll (Kreis Nordfriesland) und ihrer Ortsteile aufgelistet (Stand: 10. März 2025).

## Legende
In den Spalten befinden sich folgende Informationen:
- Objekt-ID: die Nummer des Kulturdenkmales
- Lage: die Adresse des Kulturdenkmales und die geographischen Koordinaten. Kartenansicht, um Koordinaten zu setzen. In der Kartenansicht sind Kulturdenkmale ohne Koordinaten mit einem roten Marker dargestellt und können in der Karte gesetzt werden. Kulturdenkmale ohne Bild sind mit einem blauen Marker gekennzeichnet, Kulturdenkmale mit Bild mit einem grünen Marker.
- Offizielle Bezeichnung: Bezeichnung des Kulturdenkmales
- Beschreibung: die Beschreibung des Kulturdenkmales
- Bild: ein Bild des Kulturdenkmales

## Sachgesamtheiten
| Objekt-ID      | Lage                                            | Offizielle Bezeichnung          | Beschreibung | Bild                             |
| -------------- | ----------------------------------------------- | ------------------------------- | --- | -------------------------------- |
| 37001          | Dorfstraße 18, 19 (54° 43′ 53″ N, 8° 43′ 35″ O) | Dorfschule Dagebüll             | Dorfschule Dagebüll; 1936 u. 1956; Ensemble bestehend aus eingeschossigem Schulgebäude mit Ziegelfassade, Schopfwalmdach und Zwerchhaus, erweitert durch hakenförmig ansetzenden Walmdachbau, kleinem Nebengebäude unter Satteldach und Lehrerwohnhaus mit Ziegelfassade, Satteldach und Zwerchhaus - Begründung: geschichtlich, städtebaulich - Schutzumfang: ehem. Dorfschule mit Nebengebäude (Dorfstraße 19), ehem. Lehrerwohnhaus (Dorfstraße 18) | BW                               |
| 36853 Wikidata | Kirchenweg (54° 43′ 47″ N, 8° 43′ 46″ O)        | Kirche St. Laurentius Fahretoft | Aktualisierung vorgesehen - Begründung: geschichtlich, künstlerisch, städtebaulich, Kulturlandschaft prägend - Schutzumfang: Kirche St. Laurentius Fahretoft mit Ausstattung, Glockenhaus, Kirchhof, Grabmale bis 1870 | weitere Fotos \| Fotos hochladen |

## Bauliche Anlagen
| Objekt-ID     | Lage                                                 | Offizielle Bezeichnung                          | Beschreibung | Bild                             |
| ------------- | ---------------------------------------------------- | ----------------------------------------------- | --- | -------------------------------- |
| 32549         | Dorfstraße 14 (54° 43′ 51″ N, 8° 43′ 28″ O)          | Wohn- und Wirtschaftsgebäude                    | Wohn- und Wirtschaftsgebäude; Ende 18./19. Jh.; Uthländisches Haus, eingeschossiges, backsteinernes Langhaus unter reetgedecktem Schopfwalmdach; kleines Nebengebäude unter reetgedecktem Satteldach; ehem. Warftgarten - Begründung: geschichtlich, Kulturlandschaft prägend - Schutzumfang: Wohn- und Wirtschaftsgebäude, Nebengebäude, ehem. Warftgarten - Denkmaltyp: Bauliche Anlage | BW                               |
| 21244         | Dorfstraße 19 (54° 43′ 53″ N, 8° 43′ 36″ O)          | ehem. Dorfschule                                | ehem. Dorfschule; 1936/ca. 1956; eingeschossiger, traufständiger Backsteinbau unter Schopfwalmdach mit Zwerchhaus und rückwärtigem Flügelbau; kleines Nebengebäude unter Satteldach - Begründung: geschichtlich, städtebaulich - Schutzumfang: ehem. Dorfschule, Nebengebäude - Denkmaltyp: Bauliche Anlage, Sachgesamtheit: Dorfschule Dagebüll | BW                               |
| 32522         | Dorfstraße 24 (54° 43′ 50″ N, 8° 43′ 43″ O)          | ehem. Wohnstallhaus                             | ehem. Wohnstallhaus; Ende 18./1. H. 19. Jh.; eingeschossiger, traufständiger Backsteinbau unter reetgedecktem Walmdach, scheitrechte Fenster am Wohnteil, kleine Segmentbogenfenster im Stallbereich, zwei scheitrechte Eingänge - Begründung: geschichtlich, Kulturlandschaft prägend - Schutzumfang: gesamtes Objekt - Denkmaltyp: Bauliche Anlage | BW                               |
| 1819 Wikidata | Gabrielswarft 5 (54° 42′ 21″ N, 8° 47′ 32″ O)        | Hans-Momsen-Haus                                | Alteintragung (Aktualisierung vorgesehen) - Begründung: geschichtlich, städtebaulich - Schutzumfang: gesamtes Äußeres - Denkmaltyp: Bauliche Anlage | Fotos hochladen                  |
| 32533         | Holländerdeich 84 (54° 42′ 21″ N, 8° 48′ 23″ O)      | ehem. Wohnstallhaus                             | ehem. Wohnstallhaus; 1860; eingeschossiger, traufständiger Backsteinbau unter reetgedecktem Schopfwalmdach, Mauerwerk mit Zierfriesen und Eisenankern, scheitrechte Fenster- und Türöffnungen, gusseiserne Stallfenster, Heuluken - Begründung: geschichtlich, Kulturlandschaft prägend - Schutzumfang: gesamtes Objekt - Denkmaltyp: Bauliche Anlage | BW                               |
| 4019          | Kirchenweg (54° 43′ 47″ N, 8° 43′ 46″ O)             | Kirche St. Laurentius Fahretoft mit Ausstattung | Alteintragung (Aktualisierung vorgesehen) - Begründung: geschichtlich, künstlerisch, städtebaulich, Kulturlandschaft prägend - Schutzumfang: Kirche St. Laurentius Fahretoft mit Ausstattung, Glockenhaus - Denkmaltyp: Bauliche Anlage, Sachgesamtheit: Kirche St. Laurentius Fahretoft | Fotos hochladen                  |
| 3995 Wikidata | Kirchwarft (54° 43′ 47″ N, 8° 43′ 46″ O)             | Kirche St. Dionysius Dagebüll mit Ausstattung   | Die heutige Kirche wurde im Jahre 1731 erbaut. Sie übernahm den Namen von einer im Verfall befindlichen und der Gemeindegröße nicht mehr Rechnung tragenden Kapelle, die im April des Jahres im Zuge des Umbaus abgerissen wurde. Die neue Kirche wurde am 16. September 1731 geweiht. Seither wurde sie mehrfach umgebaut. Alteintragung (Aktualisierung vorgesehen) - Begründung: geschichtlich, künstlerisch, städtebaulich, Kulturlandschaft prägend - Schutzumfang: gesamtes Objekt - Denkmaltyp: Bauliche Anlage | weitere Fotos \| Fotos hochladen |
| 32531         | Moordeich 1 (54° 43′ 17″ N, 8° 47′ 16″ O)            | ehem. Wohnstallhaus                             | ehem. Wohnstallhaus; 18./19. Jh.; eingeschossiger, traufständiger Backsteinbau mit geputztem Mauerwerk unter reetgedecktem Walmdach, Zwerchgiebel über dem Eingang - Begründung: geschichtlich, Kulturlandschaft prägend - Schutzumfang: gesamtes Objekt - Denkmaltyp: Bauliche Anlage | BW                               |
| 1453 Wikidata | Munksbrück (54° 42′ 6″ N, 8° 49′ 31″ O)              | Straßenbrücke mit Auflagern                     | Alteintragung (Aktualisierung vorgesehen) - Begründung: geschichtlich, technisch, Kulturlandschaft prägend - Schutzumfang: gesamtes Objekt - Denkmaltyp: Bauliche Anlage | Fotos hochladen                  |
| 6385 Wikidata | Schulstraße 8 (54° 42′ 15″ N, 8° 47′ 48″ O)          | Uthländisches Haus                              | Uthländisches Haus; 1854; Lage am Südwestrand der Ostjakobswarft, eingeschossiger Backsteinbau mit Eisenankern, Walmdach mit Reetdeckung, Ostgiebel mit Holzankern, im Südosten Brunnen aus Ziegelmauerwerk - Begründung: geschichtlich, städtebaulich, Kulturlandschaft prägend - Schutzumfang: Uthländisches Haus, Brunnen - Denkmaltyp: Bauliche Anlage | BW                               |
| 6023          | Schulstraße 9 (54° 42′ 14″ N, 8° 47′ 48″ O)          | Geesthardenhaus                                 | Geesthardenhaus; 1875; eingeschossiger, traufständiger Backsteinbau unter reetgedecktem Schopfwalmdach, Wohnteil mit Zwerchhaus über dem Eingang, Stallteil mit Lootor und Gusseisenfenstern - Begründung: geschichtlich, Kulturlandschaft prägend - Schutzumfang: gesamtes Objekt - Denkmaltyp: Bauliche Anlage | BW                               |
| 10006         | Süderwaygaard 4 (54° 41′ 54″ N, 8° 49′ 35″ O)        | Wohn- und Wirtschaftsgebäude                    | Wohn- und Wirtschaftsgebäude; 1843; eingeschossiger, traufständiger Backsteinbau vom Typus des Uthländischen Hauses unter Schopfwalmdach, Zwerchhaus über der Mittelachse, Stallteil mit jüngerem Erweiterungsflügel; Warft - Begründung: geschichtlich, Kulturlandschaft prägend - Schutzumfang: Wohn- und Wirtschaftsgebäude, Warft - Denkmaltyp: Bauliche Anlage | BW                               |
| 3806 Wikidata | Süderwaygaard 9 (54° 41′ 54″ N, 8° 49′ 41″ O)        | Wohnhaus                                        | Alteintragung (Aktualisierung vorgesehen) - Begründung: geschichtlich, städtebaulich - Schutzumfang: Alteintragung (Aktualisierung vorgesehen) - Denkmaltyp: Bauliche Anlage | BW                               |
| 6026          | Westerschinkeldeich 13 (54° 42′ 54″ N, 8° 46′ 18″ O) | Uthländisches Haus                              | Uthländisches Haus; wohl 19. Jh.; eingeschossiger, traufständiger Backsteinbau unter reetgedecktem Schopfwalmdach, Wohnteil mit segmentbogigen Tür- und Fensteröffnungen, Stallteil mit Heuluke und rundbogiger Stalltür - Begründung: geschichtlich, Kulturlandschaft prägend - Schutzumfang: gesamtes Objekt - Denkmaltyp: Bauliche Anlage | BW                               |
| 32526         | Westerschinkeldeich 16 (54° 42′ 52″ N, 8° 46′ 24″ O) | Geesthardenhaus                                 | Geesthardenhaus; 1846; eingeschossiger Backsteinbau unter reetgedecktem Schopfwalmdach, Wohnteil mit Zwerchhaus über dem Eingang, Stallteil mit Lootor - Begründung: geschichtlich, Kulturlandschaft prägend - Schutzumfang: gesamtes Objekt - Denkmaltyp: Bauliche Anlage | BW                               |

## Gründenkmale
| Objekt-ID      | Lage                                     | Offizielle Bezeichnung | Beschreibung | Bild            |
| -------------- | ---------------------------------------- | ---------------------- | --- | --------------- |
| 19324 Wikidata | Kirchenweg (54° 43′ 46″ N, 8° 43′ 46″ O) | Kirchhof               | Alteintragung (Aktualisierung vorgesehen) - Begründung: geschichtlich, Kulturlandschaft prägend - Schutzumfang: Kirchhof, Grabmale bis 1870 - Denkmaltyp: Gründenkmal, Sachgesamtheit: Kirche St. Laurentius Fahretoft | Fotos hochladen |

## Quelle
- Liste der Kulturdenkmale in Schleswig-Holstein – Kreis Nordfriesland (PDF)

- Karte mit allen Koordinaten:
- OSM |
- WikiMap